# Afacerea Leningrad
Afacerea Leningrad sau cazul Leningrad (în rusă Ленинградское дело) a fost o serie de dosare penale fabricate la sfârșitul anilor 1940 - începutul anilor 1950 de Iosif Stalin pentru a acuza un număr de politicieni proeminenți și membri ai Partidul Comunist (bolșevici) de trădare și intenția de a crea o organizație antisovietică cu sediul la Leningrad.